# Valea Vinului
Valea Vinului è un comune della Romania di 1 989 abitanti, ubicato nel distretto di Satu Mare, nella regione storica della Transilvania. 
Il comune è formato dall'unione di 4 villaggi: Măriuș, Roșiori, Sâi, Valea Vinului.